# Furtipodia petrosa
Furtipodia petrosa is een krabbensoort uit de familie van de Parthenopidae. De wetenschappelijke naam van de soort is voor het eerst geldig gepubliceerd in 1906 door Klunzinger.